# Замок Кронберг

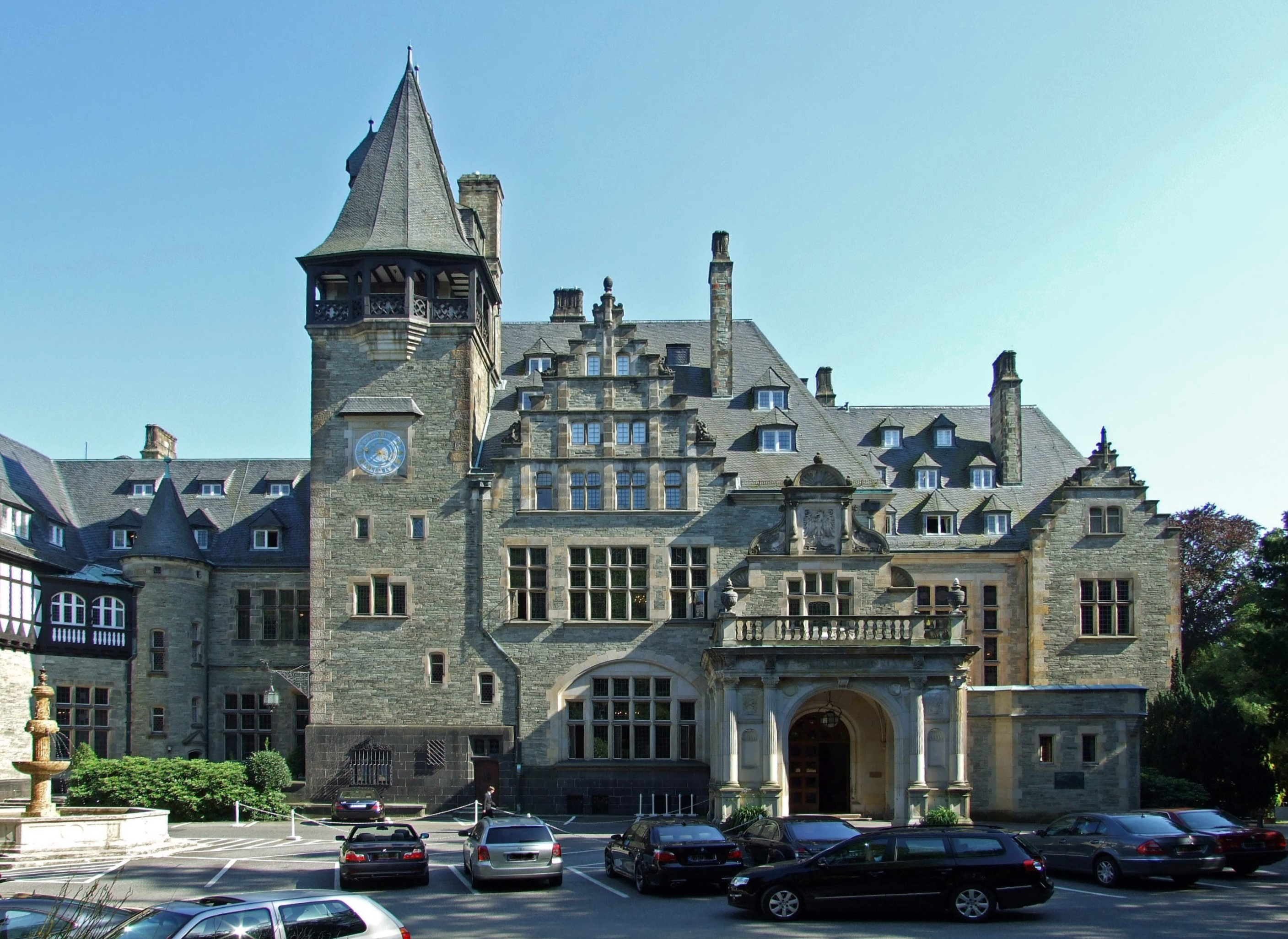
Кронберзький замок

Замок Кронберг, Замок-готель Кронберг (нім. Schlosshotel Kronberg, раніше відомий під назвою Schloss Friedrichshof) — готель у німецькому місті Кронберг-ім-Таунус, побудований між 1889 та 1893 роками для німецької імператриці-вдови Вікторії, і названий (Schloss Friedrichshof) на честь її померлого чоловіка — Фрідріха ІІІ, німецького імператора.
Імператриця проводила більшість свого часу у цьому замку, аж до її смерті у 1901 році, коли замок, разом зі всім його вмістом, мистецькою колекцією та навіть кореспонденцією імператриці, був успадкований наймолодшою дочкою імператриці Вікторії — принцесою Маргаритою Прусською, ландграфинею Гессена.

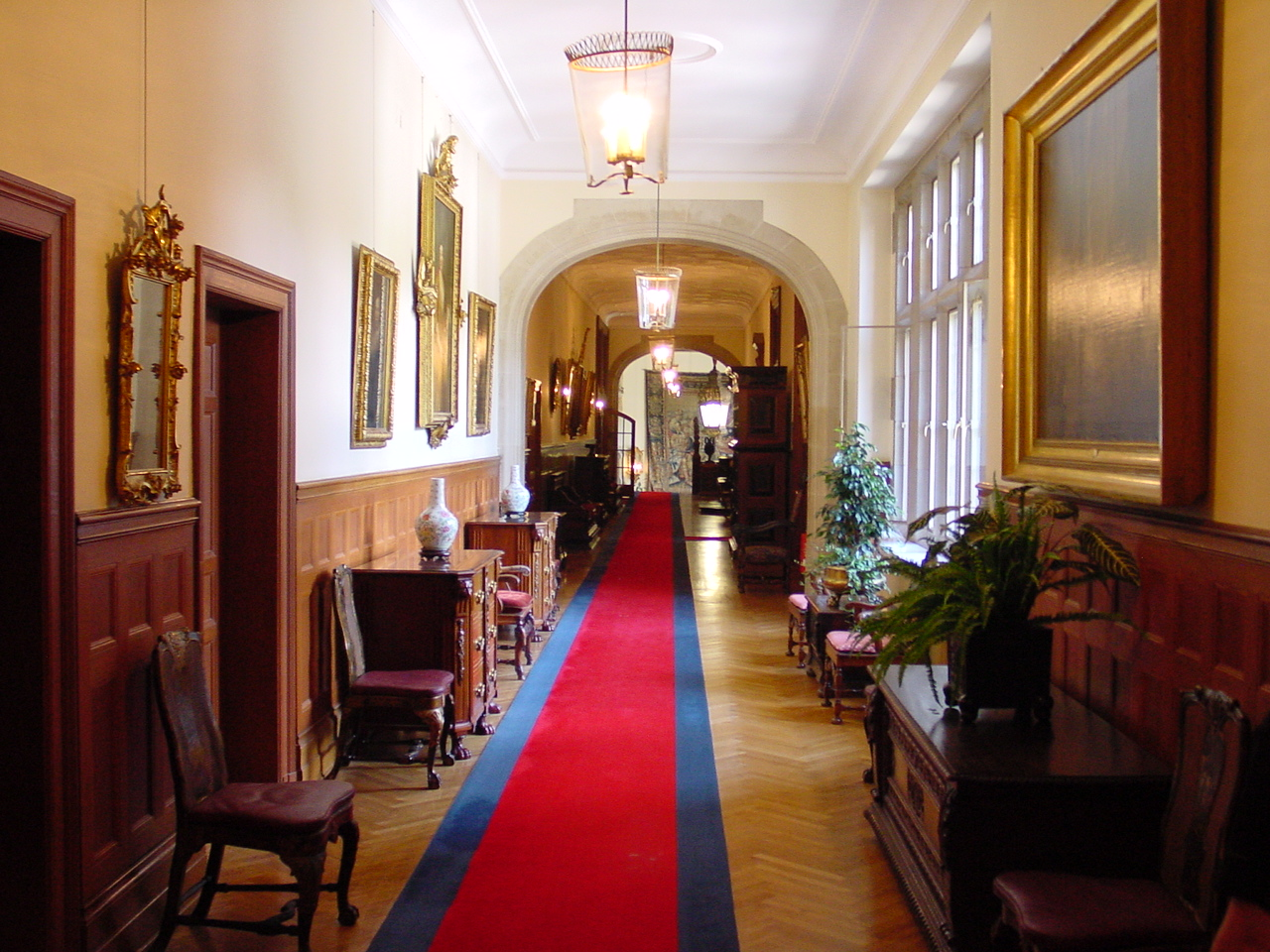
Головний коридор готелю Schlosshotel Kronberg

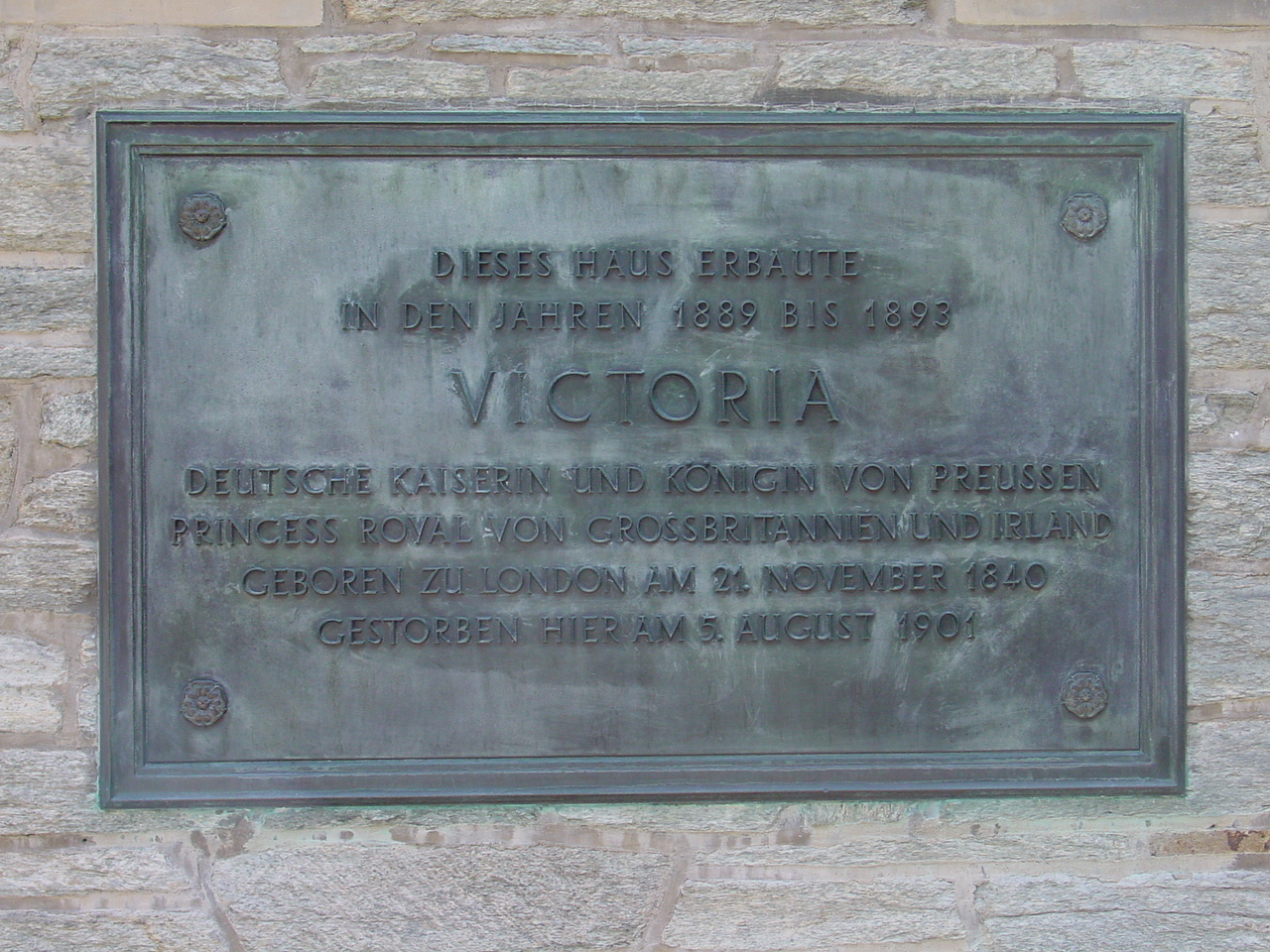
Табличка на фасаді Кронберзького замку-готелю.

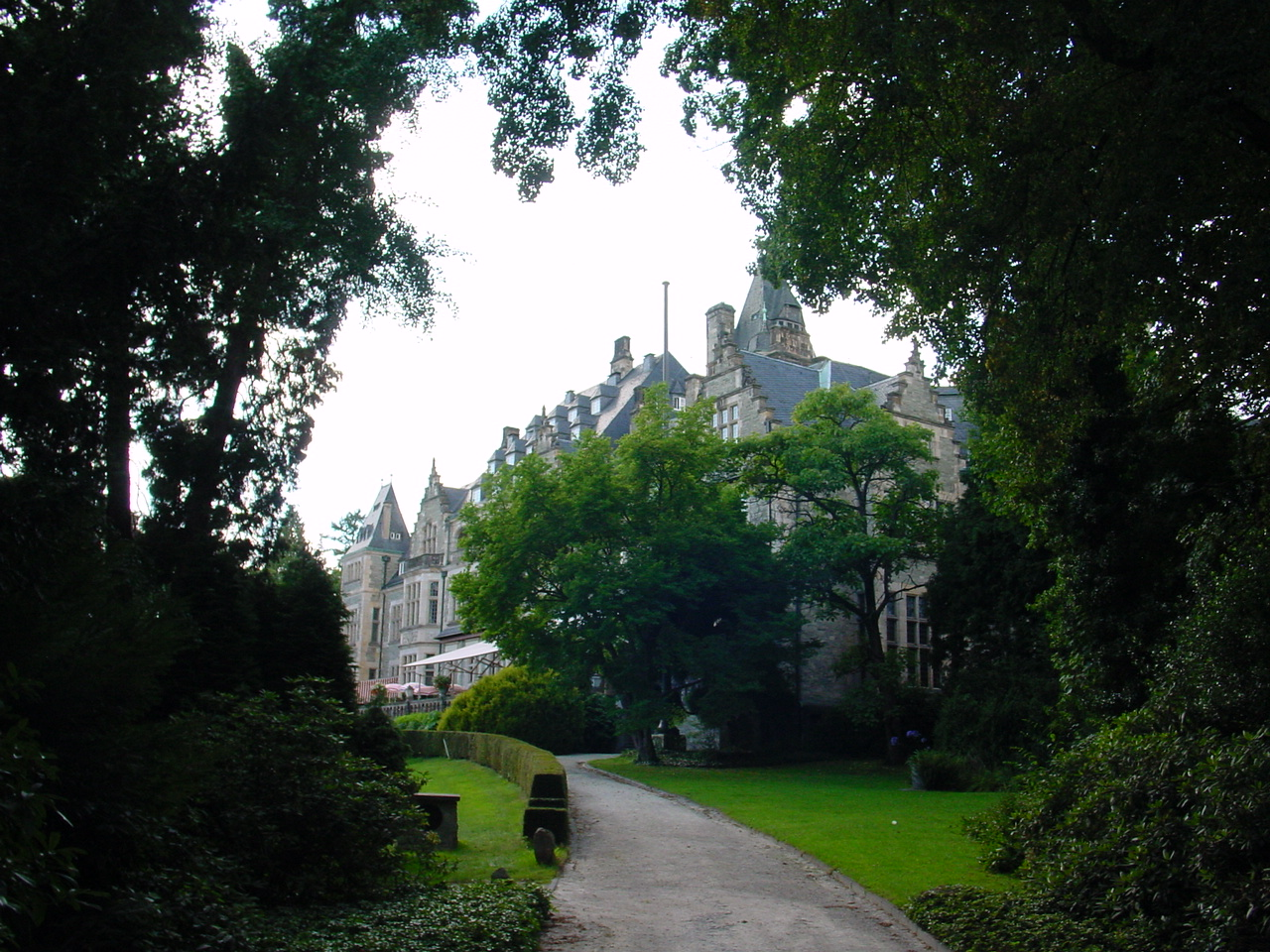
Вид на замок-готель ззаду.

Після Другої світової війни, під час американської окупації, Friedrichshof використовувався військовою керівною верхівкою як клуб для офіцерів. Син принцеси Маргарити, Вольфганг, побоюючись за сімейні коштовності, вирішив закопати їх у підвалі замку. 5 листопада 1945 року менеджер офіцерського клубу, капітан Кетлін Неш, розшукала ці коштовності і разом зі своїм майбутнім чоловіком, полковником Джеком Дюрантом, а також майором Девідом Ватсоном, викрала цей скарб і вивезла його за межі Німеччини. На початку 1946 року принцеса Маргарита виявила факт викрадення, коли сім'я забажала використати ці коштовності для організації весілля принцеси Софії, яка збиралася вийти заміж вдруге. Принцеса Софія та ландграфиня Маргарита повідомили про викрадення франкфуртську владу; винуватці були заарештовані в серпні 1951 року. Лише 10% з того, що вони викрали, було порятовано та повернуто гессенській родині.
На сьогодні замок є п'ятизірковим готелем, який належить, разом із прилеглим парком, Гессенському дому. Деталі автентичного умеблювання, так само як і твори мистецтва із колекції імператриці — і досі присутні у цьому готелі, наряду із її просторою бібліотекою. До території готелю також входять 18-лункове поле для гольфу та публічний міський парк.